# شاپرک آکانثاداکتیلیا
شاپرک آکانثاداکتیلیا(نام علمی: Amblyptilia acanthadactyla) نام یک گونه از سرده پرپرواران آمبلیپتیلیا است.